# Газовая атака (альбом)
Га́зовая ата́ка — десятый студийный (двенадцатый оригинальный) студийный альбом рок-группы Сектор Газа, выпущенный в июне 1996 года. Единственный альбом группы, где совсем нет песен, посвящённых мистике. Он получил более лиричное звучание, чем предыдущие работы коллектива. Песня «30 лет» стала застольным хитом, «Life» и «Твой звонок» — хитами среди гитаристов-любителей, а песня «Туман» получила статус народной. На неё был снят видеоклип, в котором отражена трагическая история русских войн XX-го века: от первой мировой до войны в Чечне.
Изначально выход альбома планировался на 1995 год. В августе приступили к записи, но по техническим причинам она была прервана и перенесена более чем на полгода. Таким образом работа над альбомом завершилась лишь в марте 1996 года, к годовщине зариновой атаки в метро Токио, случившейся 20 марта 1995 года. Все песни были записаны в студии «Black Box» в Воронеже, за исключением композиции «Твой звонок», которая была записана в студии «Gala Records» в Москве.
Открывает и завершает альбом, так называемая «молитва буддийских монахов». Она не привязана конкретно к композициям, а всецело связана с альбомом. Замысел её заключается в том, что начиная с первых секунд слушатель вводится в своеобразный транс, уходит от реального мира и подвергается «газовой атаке» свыше. По завершении альбома звучит та же самая мантра, выводя слушателя из транса, прекращая «газовую атаку».

## Музыкальный стиль и тексты песен

### Лирика
…На концертах мы теперь матом не ругаемся, за исключением, может быть нескольких слов. Но это не считается - по тексту песен идёт. А в «Газовой атаке» мата совсем не будет. Наверное. Да и музыка там – ну очень серьёзная…Юрий Клинских, март 1996 год
В альбоме очень мало композиций, где присутствует обсценная лексика. Однако исключением являются песни «Вылазка», в которой содержится большинство матерных слов, и «Опарыш». Песни «Чунга-Чанга» и «Мак» являются стёб-переделками детской песни из советского мультфильма 1970 года «Катерок» и русской народной сказки про репку соответственно. В этих двух песнях также присутствует тема лёгких наркотиков. Текст песни «30 лет» был сочинён Юрием Клинских в 1994 году, к своему 30-летнему юбилею. Альбом получил более лиричное звучание, чем предыдущие. Песни «30 лет», «Life», «Твой звонок» и «Туман» стали одними из самых известных песен группы. Что интересно, ни одна песня в альбоме не уделена мистической теме. Композиция «Рассказ, услышанный в автокомбинате» содержит запикивания, которые обычно изспользуются для сокрытия вульгарных выражений или слов, но здесь это является оригинальным авторским приёмом, так как подходящие по смыслу и рифме слова не являются матерными или вовсе отсутствуют, а запики выражают безмолвный гнев лирического героя на описанную ситуацию.

### Музыкальный стиль
В целом звучание альбома выдержано в стиле альтернативы и хард-рока. Но конкретно в песне «Чунга-Чанга» можно услышать более тяжёлое звучание близкое к альтернативному металу. В песне «Рассказ, услышанный в автокомбинате» содержится рэп-речитатив, что более близка к рэп-року с элементами хип-хопа.

## Список композиций
Слова и музыка всех песен — Юрий Клинских.
| №                   | Название                              | Длительность |
| ------------------- | ------------------------------------- | ------------ |
| 1.                  | «Аванс»                               | 3:31         |
| 2.                  | «Свидание»                            | 4:01         |
| 3.                  | «Вылазка»                             | 4:24         |
| 4.                  | «30 лет»                              | 4:10         |
| 5.                  | «Life»                                | 3:26         |
| 6.                  | «Туман»                               | 3:44         |
| 7.                  | «Твой звонок»                         | 5:07         |
| 8.                  | «ГАИ» (водительская-подхалимская)     | 4:07         |
| 9.                  | «Мак»                                 | 4:43         |
| 10.                 | «Чунга-Чанга»                         | 2:52         |
| 11.                 | «Хата»                                | 3:35         |
| 12.                 | «Рассказ, услышанный в автокомбинате» | 3:55         |
| 13.                 | «Опарыш»                              | 3:51         |
| Общая длительность: | Общая длительность:                   | 51:26        |

| №                   | Название              | Длительность |
| ------------------- | --------------------- | ------------ |
| 14.                 | «Чунга-Чанга» (remix) | 5:53         |
| Общая длительность: | Общая длительность:   | 57:19        |

## Дополнительная информация
- Текст к песне «30 лет» сочинён в 1994 году.
- На надгробном памятнике Юрию Клинских[4] приведена цитата из песни «Life»: В жизни я встречал друзей и врагов, 
 В жизни много всего перевидал. 
 Солнце тело моё жгло, ветер волосы трепал, 
 Но я смысла жизни так и не узнал...
- Песня «Life» сочинена Юрием в самый последний момент, уже во время записи альбома в марте 1996 года.
- Композиция «Туман» (сингл-версия, записанная в августе 1995 года) вошла в сборник студии «Gala Records», выпущенный в 1996 году. Существует видеоклип на эту песню, который впервые был продемонстрирован широкой публике 8 июня 1996 года в тепепрограмме «Муззон» на канале «Российские университеты». От альбомной версии отличается незначительно изменённым текстом.
- Текст к песне «Мак» сочинён 25 сентября 1990 года.
- Текст песни «Рассказ, услышанный в автокомбинате» был сочинён в далёком 1990-м году[источник не указан 1636 дней].
- Песня «Опарыш» записана в 1993 году. Изначально планировалась для альбома «Нажми на газ», но в него не была включена[5]. Сочинена не позднее 1990 года.
- Для этого альбома была сочинена и записана в 1995 году песня «Вой на Луну», которую Юрий решил не включать в треклист, считая её не совсем удачной. Обнаружена песня была на старой бобине старшей дочерью Юрия Ириной в 2015 году. Издана 13 ноября 2015 года в одноимённом сборнике[6]
- Фрагмент инструментала из песни «Туман» использован украинской рок-группой «Сметана band» в песне «Клей и Воровство» (2016). Песню также цитирует белорусский рэп-исполнитель ЛСП в треке «Сводим с ума» (2019): 
 ... Сегодня жизнь — игра, завтра — кошмар 
 На улице дерьма, где всем правит грамм, 
 Но мы пройдём опасный путь через туман...
- Песню «Хата» изначально планировалось назвать «Мы и вы»[7]
- Открывающая и закрывающая альбом «молитва буддийских монахов» - семпл из композиции Beastie Boys «Shambala» с альбома Ill Communication 1994 года.

## Участники записи
| - Юрий Клинских — вокал, гитара, клавишные - Игорь Жирнов — гитара (1—4; 6—9; 11; 13) - Вадим Глухов — гитара (5; 10) - Ирина Пухонина — бэк-вокал (1; 11) |

## Инструменты и оборудование
- Гитара Ibanez
- Синтезатор Roland D-110
- Драм-машина Alesis D4
- Звуковой модуль E-mu Proteus 1
- Цифровая рабочая станция Arrakis Trak*Star-8
- Секвенсор Alesis MMT-8
- Ресивер Yamaha R-100
- Процессор эффектов Alesis Quadraverb
- Звуковой процессор Aphex Aural Exciter
- Процессор эффектов ART Multiverb LT
- Динамический стерео контроллер ART MDC 2001
- Процессор эффектов (гитарный) Prestige GME-2
- Рекордер Tascam MSR-16

## Кавер-версии песен
- Песня «Опарыш» была перезаписана и исполнена трэш-метал-группами «Сила удара», включённая в альбом «Я обожрался грязи» (2012), и «Гробовая доска», которая вошла в их номерной альбом «По душу пьяницы» (2014).
- Официальный трибьют-альбом «Трибьют Сектор Газа», вышедший в 2020 году, включает в себя семь кавер-версий песен из альбома «Газовая атака»: «Аванс» (от группы «ИНАЧЕ»), «Свидание» (от группы «Карабас и НЕСУРАЗНОСТИ»), «30 лет» (от группы «Лампасы»), «Life» (от группы «Znaki»),  «Туман» (от группы «7Б»),  «Твой звонок» (от Ирины Клинских), «Хата» (от группы «Сектор Газовой Атаки» при участии Ирины Клинских),  «Опарыш» (от группы «Азон»).